# وو وان توونگ
وو وان توونگ (انگلیسی: Võ Văn Thưởng؛ زادهٔ ۱۳ دسامبر ۱۹۷۰) سیاست‌مدار اهل ویتنام است. وی از ۲ مارس ۲۰۲۳ رئیس‌جمهور این کشور است.
او جوان‌ترین رئیس‌جمهور ویتنام از زمان اتحاد مجدد این کشور است.